# Luis Alberto Ferreira Carmelé
Luis Alberto Ferreira Carmelé (Argentina, Santa Fe, 14 de marzo de 1961, ciudad de Santa Fe de la Vera Cruz) es profesor de Historia, cantautor folklórico, investigador, escritor, conferencista  y cultor del medio popular nacional. Es conocido por su trabajo ininterrumpido en cuanto a la investigación de diversos temas folklóricos, históricos, culturales -especialmente el estudio de las danzas folklóricas argentinas-.

## Reseña biográfica
En 1976, fue fundador del conjunto folklórico Las Voces de Guadalupe junto a otros compañeros (José Luis Gareli y Jorge Cicolini) de la escuela secundaria Nuestra Señora de Guadalupe en donde hizo sus estudios primarios y secundarios.  Deja el grupo 1999 para iniciar su carrera como solista a la vez que ejerce la docencia en el nivel secundario y terciario en instituciones educativas de la ciudad. 
Ha participado como conductor y columnista invitado en diversos programas radiales de la ciudad y la región.  
Publica sus escritos sobre historia y folklore en el diario El Litoral.  
Ha sido jurado de certámenes folklóricos en el rubro canto.  
Como integrante del grupo ha grabado un trabajo titulado Este violín que tengo (1995).
Como solista ha grabado Santa Fe del Alma e Historias Cantadas.
En coautoría con Jorge Severo Abdala (1937-2018) Danzas Folklóricas Argentinas Vol. I, Danzas Folklóricas Argentinas Vol. II, Danzas Folklóricas Argentinas Vol. III y Bajo el cielo de las danzas, registrados en SADAIC y AADI-CAPIF.
En 2020 publicó en coautoría su primer libro llamado Atahualpa Yupanqui y Florencio López: Nuevos aportes para una historia basada en el intercambio epistolar (Miguel Ángel Sirianni y Luis Alberto Ferreira Carmelé.  Editorial Ciudad Gótica  .

## Distinciones
- Festival de Jineteada y Folklore Jesús María - Córdoba (Premio: solista vocal masculino, 1992)
- Festival Predoma de San Justo - Santa Fe (Premio: solista vocal masculino, 1992)
- Fiesta Nacional del Ferroviario - Laguna Paiva - Santa Fe (Premio: solista vocal masculino, 1993)
- Festival PreCosquín - Córdoba Obra: Violín de los siglos (gato) (Premio finalista: rubro tema inédito, 2001)
- Festival PreCosquín - Córdoba Obra: Emoción de vivir (rasguido doble) (Premio finalista: rubro tema inédito, 2002)
- Certamen Benjamín de la Vega - Fundación Memoria del Chamamé - Obra: Aguapé Poty (chamamé) Letra: Luis Alberto Ferreira.  Música: Rodrigo González